# Jan de Herdt
Jan de Herdt, noto anche come Jan Daniel de Herdt, Jan de Herde, Jan de Hert e detto Il fiammingo (Anversa, 1620  circa – 1686  o 1690), è stato un pittore e disegnatore fiammingo.

## Biografia
Fu attivo ad Anversa dal 1646 al 1648, dove fece parte della locale Corporazione di San Luca come maestro, dal 18 settembre 1645 al 18 settembre 1646. Fu anche membro della Confraternita dei maggiorenni scapoli (Sodaliteit van de bejaerde jongmans). 

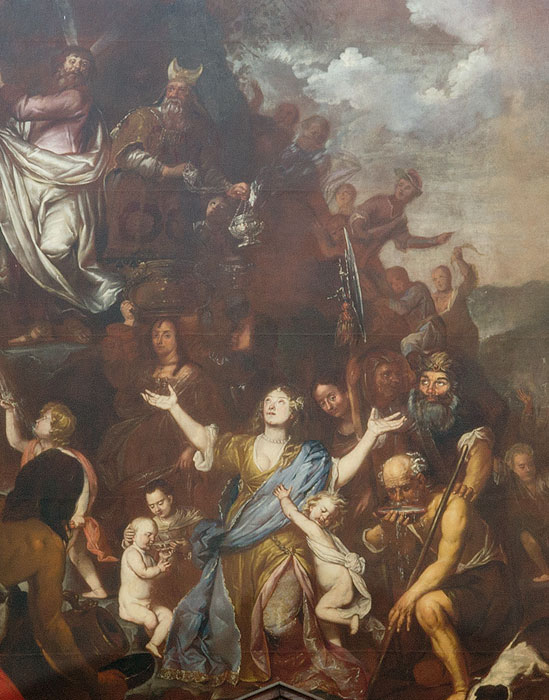
Mosè che fa scaturire l'acqua dalla rupe, Chiesa di San Giorgio (Lovere)

Si trasferì poi per lavoro a Lovere (1657), Bergamo (1658), Brescia (1660-1661) e Vienna (1662), dove raggiunse il fratello orafo alla corte dell'imperatore Ferdinando III e collaborò con il commerciante d'arte Guilliam Forchondt II. La sua presenza in questa città è confermata anche dall'annotazione del suo nome nei registri ecclesiastici per esser stato testimone con Franciscus van der Steen al matrimonio di Hans de Jode (8 gennaio 1662).

Dal 1666 al 1668 operò a Brno, a Třebíč dal 1880 al 1881 e, in quest'ultimo anno, anche a Znojmo. Nel 1684 è documentata la sua presenza a Praga ed è del 1686 l'ultima segnalazione della sua presenza a Jaroměřice nad Rokytnou. Dopo il 1686 non si hanno più notizie dell'artista.

Durante il suo soggiorno a Brescia, fu suo allievo Angiolo Everardi, perciò detto il Fiammenghino.

## Opere
Jan de Herdt rappresentò soggetti religiosi (cristiani), storici, scene di genere e realizzò ritratti. Nel 1920 si scoprì la firma dell'artista nella pala dell'altare maggiore della Chiesa di San Maurizio in Breno, raffigurante San Maurizio inginocchiato davanti alla Vergine col Bambino. 
Altre sue opere sono: una testa di Santa Elisabetta nella Chiesa di San Francesco d'Assisi a Brescia, oggi perduta, e una pala raffigurante la Vergine fra le nubi con i santi Antonio da Padova e Valentino, firmata J. De Herdt F. e conservata nella Chiesa di San Giovanni Decollato a Desenzano, che, secondo Maria Adelaide Baroncelli, presenta reminiscenze del Rubens nel colore ricco e rivela l'origine fiamminga dell'artista nella rappresentazione dettagliata dei particolari e nei ritratti, pur mostrando una certa influenza dell'arte italiana sull'opera.

Un altro dipinto di Jan de Herdt è una pala raffigurante Mosè che fa scaturire l'acqua dalla rupe conservata nella chiesa di San Giorgio a Lovere, notevole per le vaste dimensioni e il movimento delle masse.